# Курт Унгевіттер
Курт Унгевіттер (нім. Kurt Ungewitter; 13 листопада 1891, Ельберфельд — 14 березня 1927) — німецький льотчик-ас, віцефельдфебель Прусської армії.

## Біографія
Унгевіттер навчився літати в 1913 році і працював льотчиком-випробувачем у фірмах Albatros та Rumpler. У 1914 році отримав сертифікат пілота № 683.
Учасник Першої світової війни. У 1917 році у званні єфрейтора був направлений в 5-ту охоронну ескадрилью, здобув у ній 2 перемоги разом зі своїм спостерігачем, віцефельдфебелем Майнке. 6 червня 1918 року призначений у 24-ту винищувальну ескадрилью, куди прибув з 18-го авіапарку. Всього за час бойових дій здобув 7 перемог, ще 1 перемога залишилась непідтвердженою.
Загинув у авіакатастрофі.

## Нагороди
- Залізний хрест 2-го і 1-го класу